# Acanthocreagris
Acanthocreagris es un género de arácnido del orden Pseudoscorpionida de la familia Neobisiidae. 

## Especies
Según Pseudoscorpions of the World, contiene las siguientes especies:
- Acanthocreagris aelleni
- Acanthocreagris agazzii
- Acanthocreagris anatolica
- Acanthocreagris apulica
- Acanthocreagris balcanica
- Acanthocreagris balearica
- Acanthocreagris barcinonensis
- Acanthocreagris beieri
- Acanthocreagris callaticola
- Acanthocreagris cantabrica
- Acanthocreagris caspica
- Acanthocreagris corcyraea
- Acanthocreagris corsa
- Acanthocreagris focarilei
- Acanthocreagris gallica
- Acanthocreagris granulata
- Acanthocreagris granulata granulata
- Acanthocreagris granulata parva
- Acanthocreagris granulata robusta
- Acanthocreagris granulata ventalloi
- Acanthocreagris iranica
- Acanthocreagris italica
- Acanthocreagris lanzai
- Acanthocreagris leucadia
- Acanthocreagris leucadia epirensis
- Acanthocreagris leucadia leucadia
- Acanthocreagris lucifuga
- Acanthocreagris ludiviri
- Acanthocreagris lycaonis
- Acanthocreagris mahnerti
- Acanthocreagris microphthalma
- Acanthocreagris multispinosa
- Acanthocreagris myops
- Acanthocreagris nemoralis
- Acanthocreagris obtusa
- Acanthocreagris osellai
- Acanthocreagris pyrenaica
- Acanthocreagris redikorzevi
- Acanthocreagris relicta
- Acanthocreagris ressli
- Acanthocreagris ronciformis
- Acanthocreagris ruffoi
- Acanthocreagris sandaliotica
- Acanthocreagris sardoa
- Acanthocreagris serianii
- Acanthocreagris zoiai

## Publicación original
- Mahnert, 1974: Acanthocreagris nov. gen. mit Bemerkungen zur Gattung Microcreagris (Pseudoscorpiones, Neobisiidae) (Über griechische Pseudoskorpione IV). Revue Suisse de Zoologie, vol.81, n. 4, p.845-885.